# Алма Махлер
„Алма Махлер” је хрватски ТВ филм из 2001. године. Режирао га је Томислав Заја а сценарио су написали Ивица Бобан и Маја Грегл.

## Улоге
| Глумац        | Улога       |
| ------------- | ----------- |
| Божидар Бобан |             |
| Ивана Бобан   |             |
| Алма Прица    | Алма Махлер |
| Младен Вулић  |             |
| Душко Зубаљ   |             |